# Kuikhorne

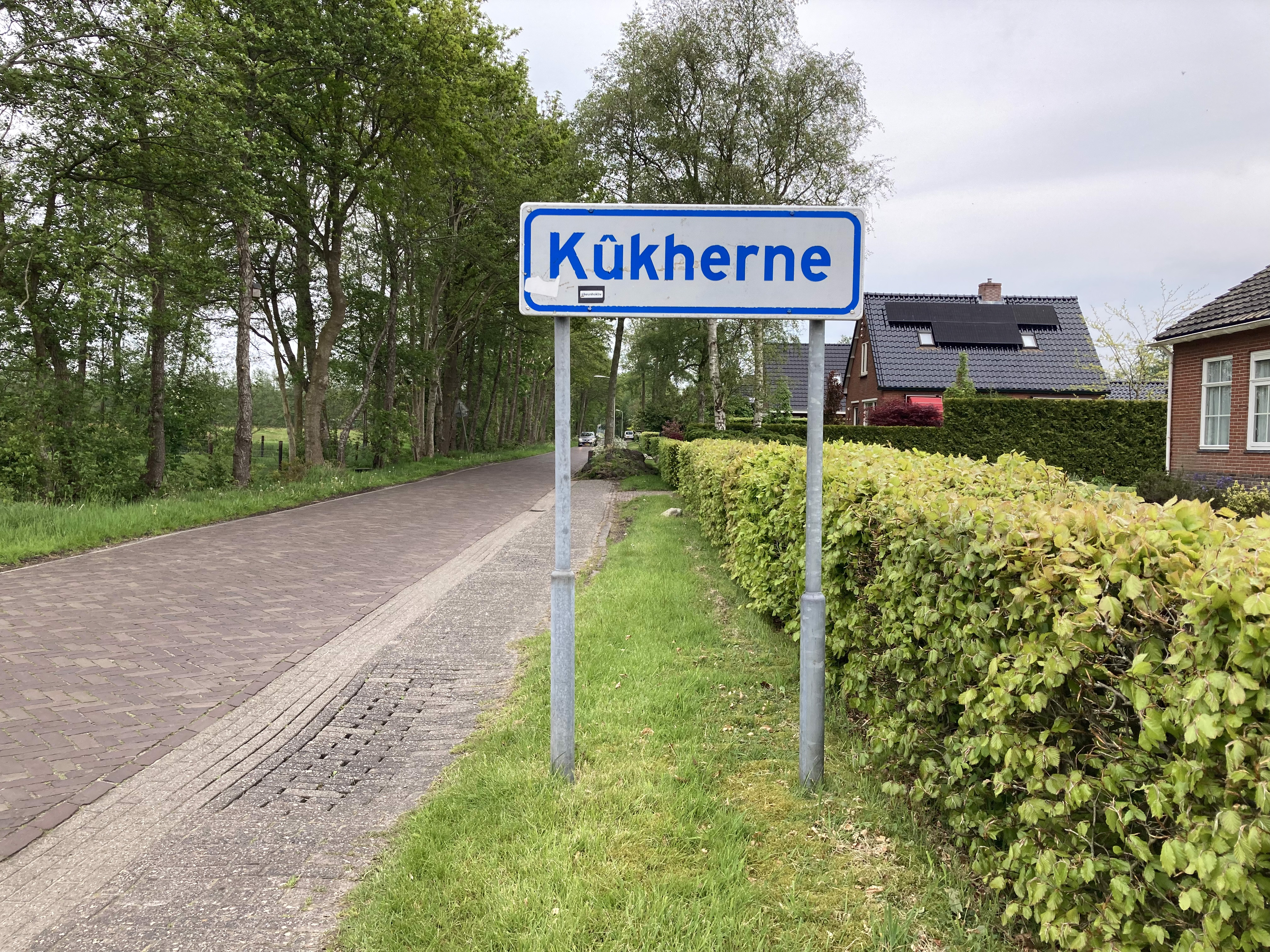
Plaatsnaambord van Kuikhorne in het fries

Kuikhorne (officieel, Fries: Kûkherne, [kuk’hɛnə]) is een buurtschap die verdeeld ligt in de gemeenten Achtkarspelen, Dantumadeel en Tietjerksteradeel, in de Nederlandse provincie Friesland.
Kuikhorne ligt ten zuiden van de spoorbrug over de Nieuwe Vaart tussen Zwaagwesteinde en Veenwouden. De betekenis eerste deel van de plaatsnaam is onbekend, 'horne' betekent 'hoek'. Kuikhorne is relatief groot voor een buurtschap. Het ligt ook qua adressering verdeeld onder vier dorpen; Veenwouden, Zwaagwesteinde, Noordbergum en Twijzelerheide.
Kuikhorne werd en wordt zelf ook weleens een dorp genoemd maar echte dorpsstatus heeft het niet echt gehad. Het is ontstaan in de 14e of 15e eeuw op een kruispunt van De Zwemmer en de latere Kuikhornstervaart. Deze laatste is waarschijnlijk uitgegraven door in opdracht van monniken van het St. Nicolaes kleaster te Bergum. In 1583 waren in Kuikhorne er 50 manschappen ingekwartierd, dit waarschijnlijk voor de verdediging van Spaanse aanvalstroepen.
Kuikhorne was toen nog niet al te groot. Die groei kwam er in 17e eeuw maar deze stokte in de eeuw erna. In de 18e eeuw was er wel sprake van een kern. Bij de verbreding van de brug over de De Zwemmer (1805) werd de kern deels afgebroken. Maar dat was niet het einde van Kuikhorne. Eind 17e eeuw was ten zuiden Nieuw Kuikhorne ontstaan langs de vaart. Dit was mede de reden dat de groei van Kuikhorne stokte.
In het begin van de 18e eeuw groeide deze nieuwe plaats. Maar er was wel een probleem. Het water van de vaart vloeide regelmatig over de landerijen en de wegen. Op het eind van de 18e eeuw was er van de snel gegroeide plaats nog maar een fractie over. In 1840 waren er bij de volkstelling nog negen arbeidershuisjes over, deze werden in 1880/81 verwijderd voor de verbreding van de vaart. Kuikhorne voer er wel bij en er was weer sprake van een lichte groei. In de 20ste eeuw zette die groei door.
Anno begin 21ste eeuw bestaat een deel van de buurtschap uit een relatief grote jachthaven en recreatiecampings bij deze jachthaven.
Dorpen: Augustinusga · Boelenslaan · Buitenpost · Drogeham · Gerkesklooster · Harkema · Kootstertille · Stroobos · Surhuisterveen · Surhuizum · Twijzel · Twijzelerheide

Buurtschappen: Barghiem · Blauwhuis · Blauwverlaat · Buweklooster · Buwetille · De Kooten · De Laatste Stuiver · Dijkhuizen · Egypte · Gerben Allesverlaat · Hamsterpein · Hamshorn · Hiltjemoeiswouden · Jachtveld · Kortwoude · Kuikhorne (deels) · Lutkepost · Monniketille · Ophuis · Opperkooten · Rohel · Roodeschuur · Surhuizumer Mieden · Uitland · Vierhuizen · Westerend · Wildpad (deels) · Wildveld

Friesland: Steden en dorpen      Nederland: Provincies · Gemeenten
Dorpen: Broeksterwoude · Damwoude · De Valom · Zwaagwesteinde · Driesum · Rinsumageest · Roodkerk · Sijbrandahuis · Veenwouden · Veenwoudsterwal (deels) · Wouterswoude 

Buurtschappen: Kuikhorne (deels) · Oostwoud

Voormalige dorpen: Akkerwoude · Dantumawoude · Murmerwoude

Friesland: Steden en dorpen      Nederland: Provincies · Gemeenten
Steden, dorpen en gehuchten: Bartlehiem (deels) · Bergum · Eastermar · Eernewoude · Eestrum · Garijp · Giekerk · Hardegarijp · Molenend · Noordbergum · Oenkerk · Oudkerk · Rijperkerk · Suameer · Suawoude · Tietjerk · Veenwoudsterwal (deels) · Wijns

Buurtschappen: De Joere · Giekerkerhoek · Hoogzand · Iniaheide · Kleinegeest · Kuikhorne (deels) · Noordermeer · Quatrebras · Schuilenburg · Siegerswoude · Sumarreheide (Suameerderheide) · Tergracht (deels) · Witveen · Zevenhuizen · Zwartewegsend

Friesland: Steden en dorpen      Nederland: Provincies · Gemeenten